# 31643 Natashachugh
31643 Natashachugh è un asteroide della fascia principale. Scoperto nel 1999, presenta un'orbita caratterizzata da un semiasse maggiore pari a 2,2569848 UA e da un'eccentricità di 0,0931196, inclinata di 4,98643° rispetto all'eclittica.